# تامی بروم
تامی بروم (انگلیسی: Tommy Broome; ۱۴ ژانویهٔ ۱۸۹۲ – ۵ سپتامبر ۱۹۵۶) بازیکن فوتبال بود.
از باشگاه‌هایی که در آن بازی کرده‌است می‌توان به باشگاه فوتبال چسترفیلد و باشگاه فوتبال گریمزبی تاون اشاره کرد.